# Tapacán

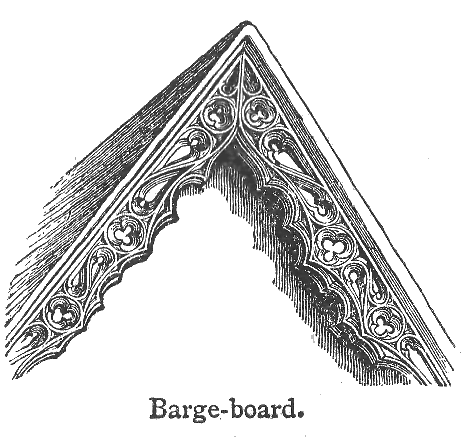
Tapacán, ilustración de 1908

Un tapacán o tapacanes (en referencia a los canes, las cabezas de las vigas del techo interior que cargan sobre un muro y sobresalen al exterior, sosteniendo la corona de la cornisa) es una placa sujeta a los salientes de una cubierta por fuera del hastial, con el fin de darles resistencia, protegerlos y para ocultar los extremos de las vigas o correas horizontales del armazón del tejado a los que se conectan. Por regla general, están adornados con tracería en las enjutas.
Forma parte de las cubiertas a dos aguas, conectando el final del alero con la cumbrera para formar un frente por delante de la casa. A menudo dispone de un fastigio especial.
También sirve para evitar que el viento se pueda infiltrar por debajo de las tejas, impidiendo que las arranque causando daños en la cubierta.
La cornisa que da continuidad al tapacanes en los templos griegos se denomina geison.